# Guillaume Brac
Guillaume Brac (nacido en 1977) es un director de cine francés de París. Ha dirigido películas como Tonnerre, Los cuentos de julio, La isla del tesoro y ¡Al abordaje!.

## Primeros años de vida
Guillaume Brac nació en 1977 en París, Francia. Se graduó de La Fémis en 2005.

## Carrera
La película de 2011 de Guillaume Brac, Un monde sans femmes, fue nominada al Premio César al Mejor Cortometraje en la 37ª edición de los Premios César. Su primer largometraje, Tonnerre, tuvo su estreno mundial en el Festival de Locarno de 2013. Está protagonizada por Vincent Macaigne, Solène Rigot y Bernard Ménez. Fue nominado para el Premio Louis Delluc 2014 a la Mejor Ópera Prima como Director.
Se desempeñó como uno de los miembros del jurado en la sección Caméra D'or en el Festival de Cine de Cannes 2017. Su segundo largometraje, Cuentos de julio, tuvo su estreno mundial en el Festival de Locarno 2017. Después de eso, dirigió una película documental, Treasure Island, que tuvo su estreno mundial en el Festival Internacional de Cine de Karlovy Vary 2018. En 2020, regresó con una película de ficción, ¡Al abordaje!, que tuvo su estreno mundial en el 67.º Festival Internacional de Cine de Berlín. Obtuvo una mención especial del jurado FIPRESCI.

## Filmografía

### Largometrajes
- Tonnerre (2013)
- Cuentos de julio (2017)
- La isla del tesoro (2018)
- ¡Al abordaje! (2020)

### Cortometrajes
- Le Naufragé (2009)
- Un mundo sin mujeres (2011)
- Los repos de los valientes (2016)